# Układ narządów

Układ nerwowy człowieka

Układ narządów, system organów – zespół połączonych funkcjonalnie narządów wyspecjalizowanych w wykonywaniu skomplikowanych czynności fizjologicznych koniecznych dla zachowania homeostazy. Układy narządów tworzą organizm.
Układy można podzielić na:
- ciągłe, np. układ pokarmowy, układ przewodzący;
- nieciągłe, np. układ hormonalny, układ twórczy.

W medycynie wyróżnia się następujące układy:
- układ kostny,
- połączenia kości,
- układ mięśniowy,
- układ pokarmowy,
- układ oddechowy,
- układ moczowo-płciowy,
- układ krążenia,
- układ chłonny,
- układ nerwowy,
- powłoka wspólna.